# Horní Studenec
Horní Studenec (německy Ober Studenetz) je část města Ždírce nad Doubravou. Osadou protéká potok Cerhovka, který je pravostranným přítokem řeky Doubravy.

## Historie
První písemná zmínka o obci pochází z roku 1314. Horní Studenec, kolem roku 1405 nazývaný Freundental (Radostné údolí), byl významným společenským centrem oblasti. Renesanční zámek byl postaven na místě středověké tvrze v letech 1593 až 1597. Kaple v barokním slohu byla přistavěna v roce 1669. Na nádvoří visel starodávný zvon s nápisem ze 14. století.
Gotický jednolodní kostel sv. Václava v Horním Studenci má staré dějiny. Zmínka o něm je již ve 12. století, stavba sama je z konce 14. století. Renesanční křtitelnice je z poloviny 17. století. Na věži byly dva zvony, střední odlil v roce 1583 slavný Brykci z Cimperka, u menšího, staršího, není jméno mistra uvedeno.
Vedle kostela se nachází roubená zvonice krytá šindelem. Velmi bohatá je historie zdejší školy, jejíž počátky sahají do roku 1772. Bývaly zde dva hostince, sklad piva a výroba likérů, dva řezníci a uzenáři, dva pekaři, kovář, dva až tři obchody, kolář, dva až tři truhláři, sedlář, obuvník, krejčí, dvě švadleny a jeden kapelník. Na potoce k Novému Studenci býval mlýn, poháněný vodním kolem.
Územněsprávně byl Horní Studenec v letech 1869–1950 veden jako obec v okrese Chotěboř, v letech 1961–1985 jako obec v okrese Havlíčkův Brod. Částí města Ždírce nad Doubravou je od 1. července 1985. V letech 1961–1985 byl Branišov částí obce Horní Studenec. K 1. červnu 2007 zde žilo 267 obyvatel.
| Rok            | 1869 | 1880 | 1890 | 1900 | 1910 | 1921 | 1930 | 1950 | 1961 | 1970 | 1980 | 1991 | 2001 |
| -------------- | ---- | ---- | ---- | ---- | ---- | ---- | ---- | ---- | ---- | ---- | ---- | ---- | ---- |
| Počet obyvatel | 459  | 540  | 534  | 537  | 612  | 566  | 529  | 397  | 408  | 403  | 337  | 277  | 282  |

## Osobnosti
- Narodil se zde dřevorytec, grafik a podnikatel Jan Vilím (1856–1923).
- Dalším z rodáků je stíhací pilot a vojenský letecký instruktor Rudolf Němec (1897–1969).
- Jako soukomý učitel na zámku působil pražský historik umění Oskar Pollak (1883–1915).

## Fotogalerie

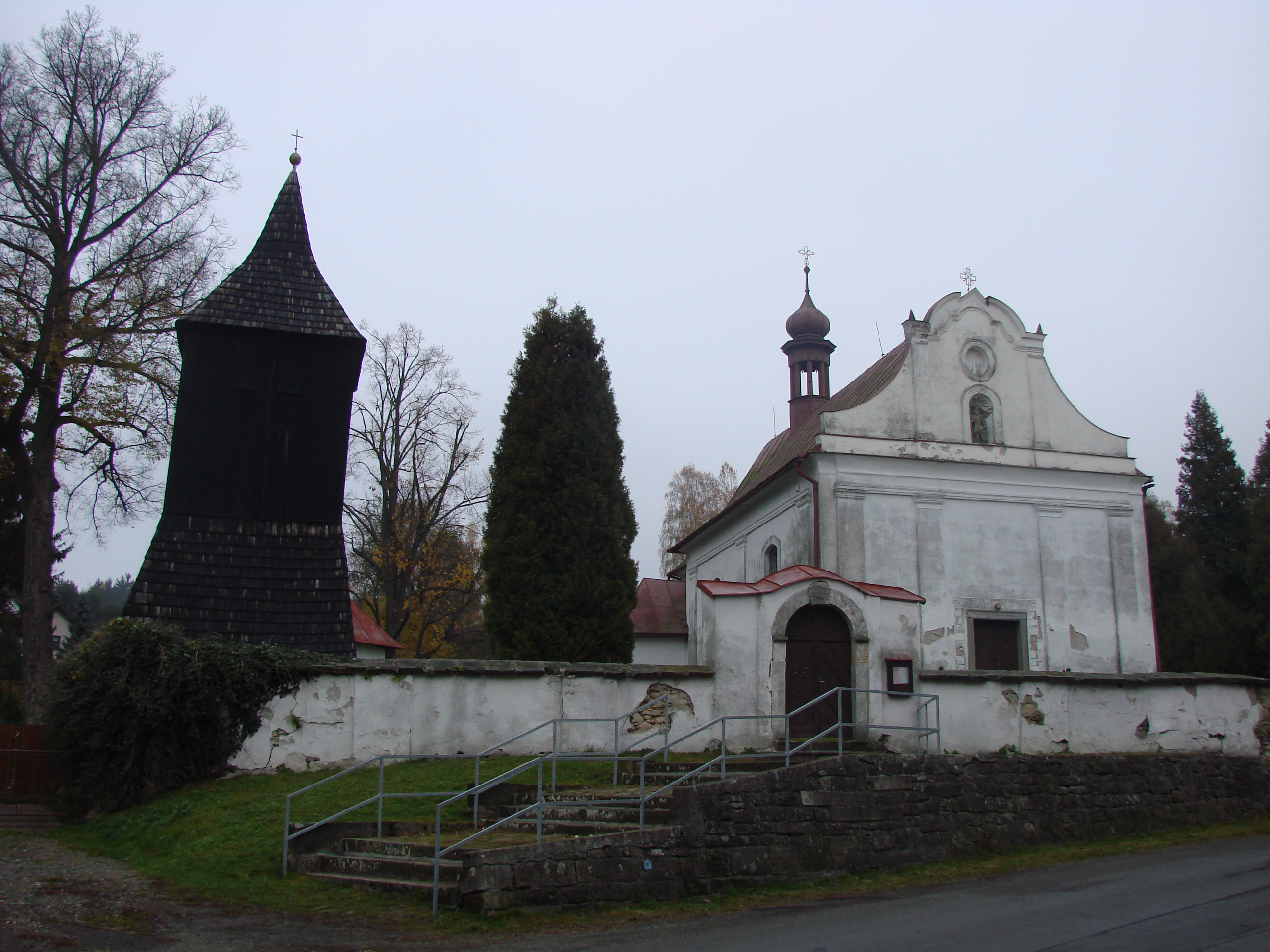
Kostel sv. Václava a šindelová zvonice v Horním Studenci
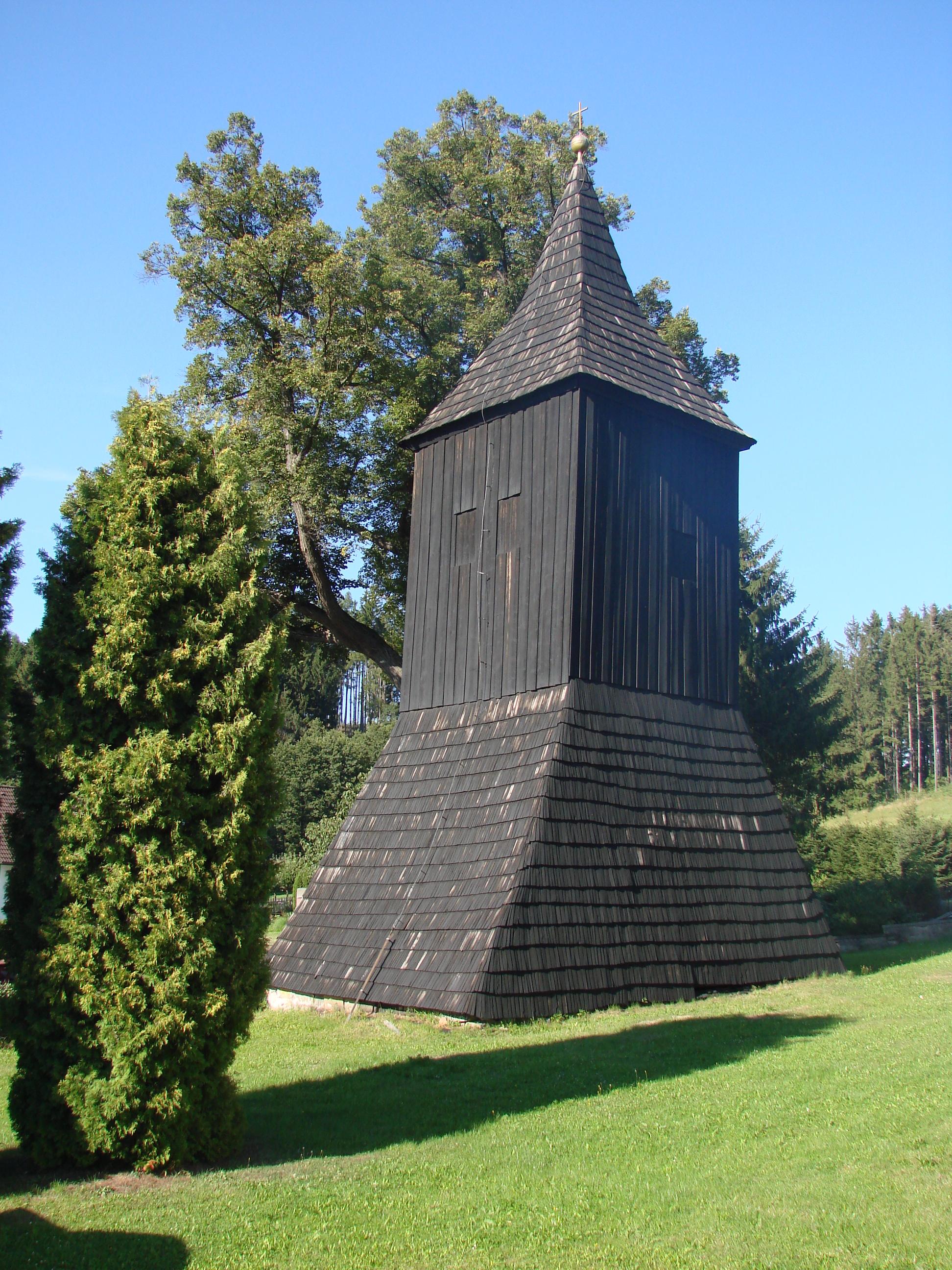
Šindelová zvonice v Horním Studenci
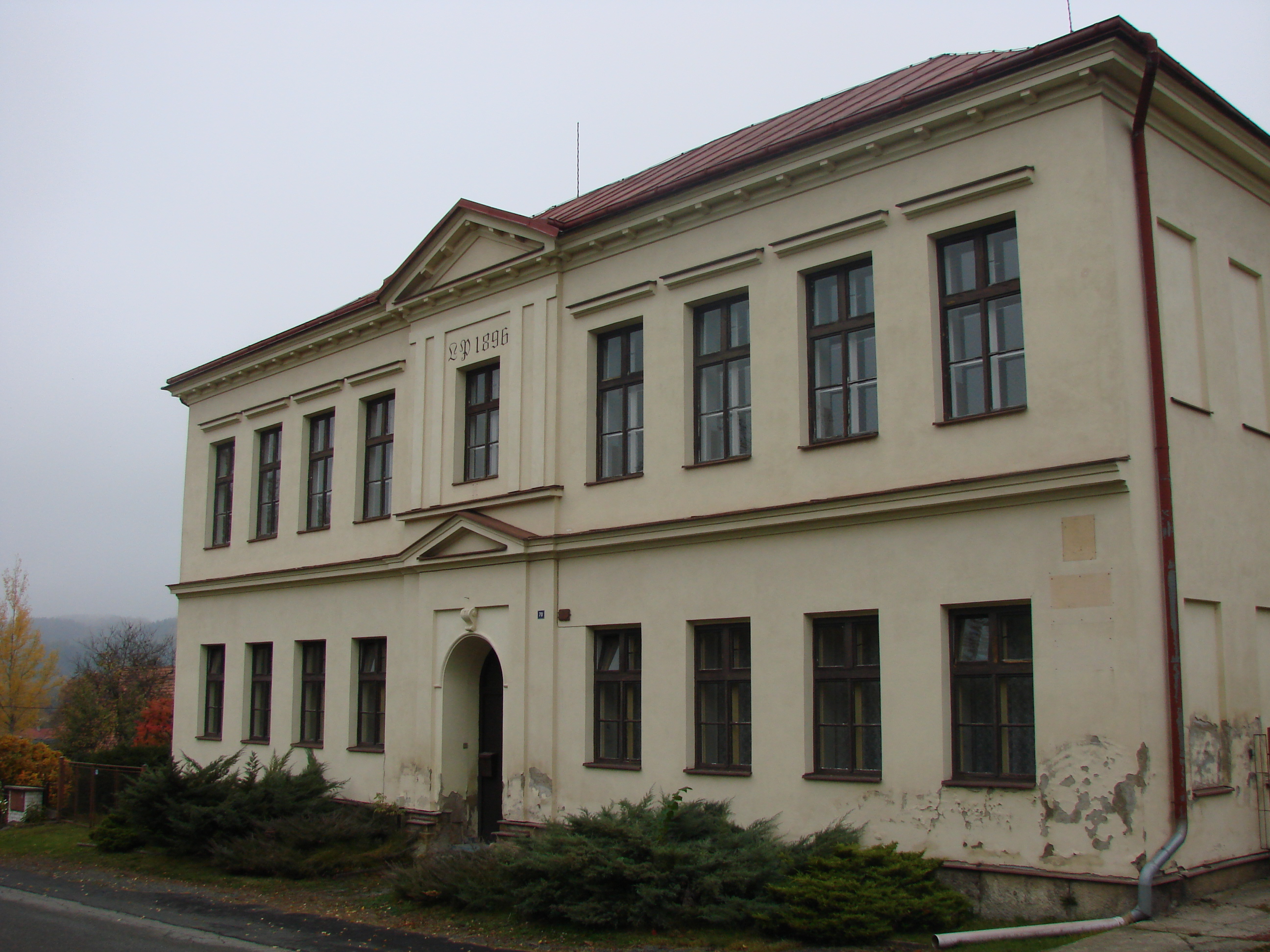
Bývalá škola v Horním Studenci